# Sosie Bacon
Sosie Ruth Bacon (Los Angeles, 15 marzo 1992) è un'attrice statunitense.

## Biografia
È figlia degli attori Kevin Bacon e Kyra Sedgwick. Esordisce come attrice nel 2005, diretta da suo padre nel film Loverboy: qui interpreta il ruolo della protagonista Emily da bambina, ottenendo quindi a tutti gli effetti un ruolo da co-protagonista. Dopo aver interpretato un ruolo minore nella serie TV The Closer (dove sua madre interpreta la protagonista), Bacon interrompe per alcuni anni la sua carriera di attrice per frequentare l'università. Nel 2014 riprende a lavorare stabilmente in cinema e TV, interpretando ruoli di rilievo in serie televisive come Tredici e Here and Now e in film come Charlie Says. Nel 2021 interpreta uno dei personaggi principali della miniserie Omicidio a Easttown, mentre nel 2022 ottiene il ruolo da protagonista nel film horror psicologico Smile.

## Filmografia

### Cinema
- Loverboy, regia di Kevin Bacon (2005)
- Wishin' and Hopin' , regia di Colin Theys (2014)
- Ana Maria in Novela Land, regia di Georgina Garcia Riedel (2015)
- Off Season, regia di Robert Cloe (2015)
- Charlie Says, regia di Mary Harron (2018)
- The Last Summer, regia di William Bindley (2019)
- Smile, regia di Parker Finn (2022)

### Televisione
- The Closer – serie TV, 4 episodi (2009)
- Basic Witches – serie TV, 1 episodio (2014)
- Scream – serie TV, 5 episodi (2015-2016)
- Il figlio sconosciuto (Lost Boy), regia di T. Miele – film TV (2015)
- Tredici – serie TV, 15 episodi (2017-2018)
- Story of a Girl, regia di Kyra Sedgwick – film TV (2017)
- Here and Now - Una famiglia americana (Here and Now) – serie TV, 10 episodi (2018)
- Narcos: Messico – serie TV, 4 episodi (2020)
- Omicidio a Easttown (Mare of Easttown) – miniserie TV, 6 puntate (2021)

## Doppiatrici italiane
Nelle versioni in italiano delle opere in cui ha recitato, Sosie Bacon è stata doppiata da:
- Roisin Nicosia in Smile, Scream
- Joy Saltarelli in The Closer
- Eva Padoan in Here and Now - Una famiglia americana
- Emanuela Ionica in The Last Summer
- Gea Riva in Tredici
- Myriam Catania in Narcos: Messico
- Eleonora Reti in Omicidio a Easttown
- Elena Fiorenza in Charlie Says